# 西経22度線
西経22度線（せいけい22どせん）は、本初子午線面から西へ22度の角度を成す経線である。北極点から北極海、グリーンランド、アイスランド、大西洋、南極海、南極大陸を通過して南極点までを結ぶ。西経22度線は、東経158度線と共に大円を形成する。

## 通過する地域一覧
西経22度線は、北極点から南極点まで南に向かって以下の場所を通っている。
| 地理座標                                             | 国土・領土・領海                         | 備考                                                            |
| ---------------------------------------------------- | ---------------------------------------- | --------------------------------------------------------------- |
| 北緯90度0分 西経22度0分 / 北緯90.000度 西経22.000度  | 北極海                                   |                                                                 |
| 北緯82度42分 西経22度0分 / 北緯82.700度 西経22.000度 | グリーンランド                           | ピアリーランド（英語版）半島                                    |
| 北緯82度28分 西経22度0分 / 北緯82.467度 西経22.000度 | インディペンデンス・フィヨルド（英語版） |                                                                 |
| 北緯81度14分 西経22度0分 / 北緯81.233度 西経22.000度 | グリーンランド                           | デンマーク・フィヨルド（英語版）とGael Hamkes湾（英語版）を通過 |
| 北緯73度19分 西経22度0分 / 北緯73.317度 西経22.000度 | フォスター湾                             |                                                                 |
| 北緯72度56分 西経22度0分 / 北緯72.933度 西経22.000度 | グリーンランド                           | ジオグラフィカルソサエティ島（英語版）、トレイル島（英語版）    |
| 北緯72度24分 西経22度0分 / 北緯72.400度 西経22.000度 | 大西洋                                   | グリーンランド海                                                |
| 北緯71度44分 西経22度0分 / 北緯71.733度 西経22.000度 | グリーンランド                           | ジェムソン・ランド（英語版）半島                                |
| 北緯70度29分 西経22度0分 / 北緯70.483度 西経22.000度 | 大西洋                                   | グリーンランド海                                                |
| 北緯66度16分 西経22度0分 / 北緯66.267度 西経22.000度 | アイスランド                             | 西部フィヨルド半島                                              |
| 北緯65度31分 西経22度0分 / 北緯65.517度 西経22.000度 | ブレイザフィヨルズル                     |                                                                 |
| 北緯65度23分 西経22度0分 / 北緯65.383度 西経22.000度 | アイスランド                             |                                                                 |
| 北緯65度6分 西経22度0分 / 北緯65.100度 西経22.000度  | ブレイザフィヨルズル                     |                                                                 |
| 北緯65度1分 西経22度0分 / 北緯65.017度 西経22.000度  | アイスランド                             |                                                                 |
| 北緯64度18分 西経22度0分 / 北緯64.300度 西経22.000度 | ファクサ湾                               |                                                                 |
| 北緯64度9分 西経22度0分 / 北緯64.150度 西経22.000度  | アイスランド                             | レイキャヴィークの西を通過                                      |
| 北緯63度50分 西経22度0分 / 北緯63.833度 西経22.000度 | 大西洋                                   |                                                                 |
| 南緯60度0分 西経22度0分 / 南緯60.000度 西経22.000度  | 南極海                                   |                                                                 |
| 南緯74度9分 西経22度0分 / 南緯74.150度 西経22.000度  | 南極大陸                                 | イギリス領南極地域（ イギリスが領有権を主張）                   |